# Куп пет нација 1984.
Куп пет нација 1984. (службени назив: 1984 Five Nations Championship) је било 90. издање овог најелитнијег репрезентативног рагби такмичења Старог континента. а 55. издање Купа пет нација.
Трофеј је освојила Шкотска.

## Учесници
Напомена:
Северна Ирска и Република Ирска наступају заједно.
|   | Селекција                      | Стадион                             | Селектор         |
| - | ------------------------------ | ----------------------------------- | ---------------- |
| 1 | Рагби репрезентација Француске | Парк принчева, Париз (48 718)       | Жак Фури         |
| 2 | Рагби репрезентација Енглеске  | Стадион Твикенам, Лондон (82 000)   | Дик Гринвуд      |
| 3 | Рагби репрезентација Шкотске   | Стадион Марифилд, Единбург (67 144) | Дерик Грант      |
| 4 | Рагби репрезентација Велса     | Кардиф армс парк, Кардиф (65 000)   | Џон Беван        |
| 5 | Рагби репрезентација Ирске     | Ленсдаун роуд, Даблин (48 000)      | Вили Џон Мекбрид |

## Такмичење
Француска - Ирска 25-12
Велс - Шкотска 9-15
Ирска - Велс 9-18
Шкотска - Енглеска 18-6
Велс - Француска 16-21
Енглеска - Ирска 12-9
Француска - Енглеска 32-18
Ирска - Шкотска 9-32
Шкотска - Француска 21-12
Енглеска - Велс 15-24

## Табела
|   | Селекција                      | ИГ | Д | Н | И | ПД | ПП | ПР  | Б |  |
| - | ------------------------------ | -- | - | - | - | -- | -- | --- | - |  |
| 1 | Рагби репрезентација Шкотске   | 4  | 4 | 0 | 0 | 86 | 36 | +50 | 8 |  |
| 2 | Рагби репрезентација Француске | 4  | 3 | 0 | 1 | 90 | 67 | +23 | 6 |  |
| 3 | Рагби репрезентација Велса     | 4  | 2 | 0 | 2 | 67 | 60 | +7  | 4 |  |
| 4 | Рагби репрезентација Енглеске  | 4  | 1 | 0 | 3 | 51 | 83 | -32 | 2 |  |
| 5 | Рагби репрезентација Ирске     | 4  | 0 | 0 | 4 | 39 | 87 | -48 | 0 |  |

## Индивидуална стастика
Највише поена
- Жак Патрик Лескарборуа 54, Француска

Највише есеја
- Филип Села 3, Француска